# Eulalio Ávila
Eulalio Ávila Sáenz (Ciudad Juárez, 8 settembre 1941) è un ex cestista messicano.

## Carriera
Con il Messico ha disputato una edizione dei Mondiali (1967) e due dei Giochi olimpici (1960 e 1964).